# Maaslandse Atletiekclub Dilsen
Maaslandse Atletiekclub Dilsen (MACD) is een Belgische atletiekclub uit Dilsen, aangesloten bij de VAL.

## Geschiedenis
Sinds 1970 was er interesse voor atletiek in Dilsen, vooral bij de jeugd. Daarom werd er op 1 november 1974 een atletiekclub opgericht, genaamd Maaslandse Atletiek Club Dilsen. In 1981 kreeg de club een sintelbaan van 298 m lang.

## Wedstrijden
MACD organiseert jaarlijks een veldloop in het kasteelpark Ter Motten in Dilsen, die deel uitmaakt van het Limburgs Crosscriterium. Voor de organisatie van baanwedstrijden werken zij samen met Atletiekclub Lanaken.

## Bekende (ex-)atleten
- Rita Thijs